# یاوا
یاوا (به انگلیسی: Yowah) یک شهرک در استرالیا است که در کوئینزلند واقع شده‌است.